# Valdelafuente
Valdelafuente es una localidad española, perteneciente al municipio de Valdefresno, en la provincia de León y la comarca de La Sobarriba, en la Comunidad Autónoma de Castilla y León.
Situada a pocos kilómetros de la  capital leonesa. El Camino de Santiago atraviesa esta localidad, de arquitectura tradicional en adobe aunque fuertemente influenciada por su proximidad a la ciudad.
Los terrenos de Valdelafuente limitan con los de Corbillos de la Sobarriba al norte, Villaseca de la Sobarriba y Valdefresno al noreste, Arcahueja al sureste, Valdesogo de Arriba al sur, Castrillo de la Ribera y Santa Olaja de la Ribera al suroeste y León al noroeste.
Perteneció a la antigua Hermandad de La Sobarriba.

## Camino de Santiago
Tras la colina de Valdelafuente se sitúa el Alto del Portillo hito en el camino y puerta de entrada a la ciudad de León situada a menos de 5 kilómetros de distancia.
Antiguamente había una cruz de piedra en esta situación, que fue trasladada a la Plaza de San Marcos añadiéndose la figura de un peregrino cansado.

## Demografía
Se puede ver como en los últimos años la población ha aumentado ligeramente debido a los pequeños desarrollos residenciales llevados a cabo por su proximidad a León.
| 157                        | 193 | 241 | 248 |
| (Fuente: [cita requerida]) |     |     |     |